# Quartier-d’Orléans
Quartier-d’Orléans – miejscowość w terytorium francuskim Saint-Martin, we wschodniej części wyspy Sint Maarten, nad jeziorem Étang aux Poissons. Jest najstarszą miejscowością wyspy. W miejscowości zachowała się zabudowa z XVII wieku. Według danych szacunkowych na dzień 1 stycznia 2012 roku liczyło 4 391 mieszkańców